# Eggeosthang mit Lippischer Velmerstot
Koordinaten: 51° 50′ 39″ N, 8° 57′ 30″ O

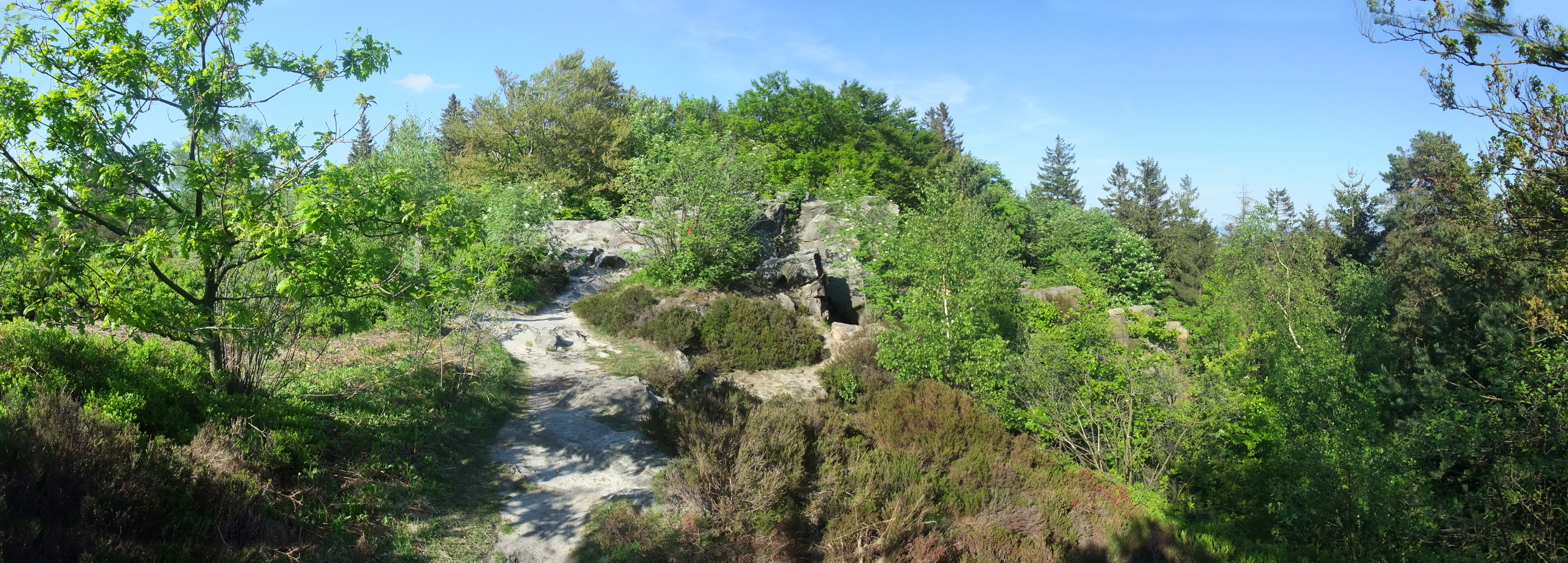
Naturschutzgebiet Eggeosthang mit Lippischer Velmerstot (Mai 2011)

Das Naturschutzgebiet Eggeosthang mit Lippischer Velmerstot liegt auf dem Gebiet der Stadt Horn-Bad Meinberg im Kreis Lippe in Nordrhein-Westfalen.
Das Gebiet erstreckt sich südlich der Kernstadt Horn-Bad Meinberg und westlich von Leopoldstal. Am nördlichen Rand des Gebietes fließt der Silberbach, ein Zufluss des Heubachs. Nördlich verläuft die B 1, westlich die Landesstraße L 828 und östlich die L 954. Südlich direkt anschließend erstreckt sich das rund 466,2 ha große Naturschutzgebiet (NSG) Egge-Nord (HX) und nordöstlich das rund 139,0 ha große NSG Silberbachtal mit Ziegenberg.

## Bedeutung
Das etwa 142,9 ha große Gebiet mit der Schlüssel-Nummer LIP-029 steht seit dem Jahr 1995 unter Naturschutz. Schutzziele sind der Schutz und Erhalt naturnaher Laubholzbereiche mit zahlreichen Quellgebieten sowie einer Zwergstrauchheide.